# Nhiễm trùng tại bệnh viện
Nhiễm trùng tại bệnh viện (hospital-acquired infection - HAI), là một bệnh nhiễm trùng mắc phải trong bệnh viện hoặc cơ sở chăm sóc sức khỏe khác. Để nhấn mạnh cả bệnh viện và bệnh viện không điều trị, đôi khi nó được gọi là nhiễm trùng  liên quan đến chăm sóc sức khỏe (HAI hoặc HCAI). Nhiễm trùng như vậy có thể có được tại bệnh viện, viện dưỡng lão, cơ sở phục hồi chức năng, phòng khám ngoại trú, phòng thí nghiệm chẩn đoán hoặc các cơ sở lâm sàng khác. Nhiễm trùng được lan truyền đến bệnh nhân nhạy cảm trong môi trường lâm sàng bằng nhiều cách khác nhau. Nhân viên chăm sóc sức khỏe cũng lây nhiễm, ngoài các thiết bị bị ô nhiễm, khăn trải giường hoặc các giọt không khí. Nhiễm trùng có thể bắt nguồn từ môi trường bên ngoài, một bệnh nhân bị nhiễm bệnh khác, nhân viên có thể bị nhiễm bệnh hoặc trong một số trường hợp, nguồn lây nhiễm không thể được xác định. Trong một số trường hợp, vi sinh vật bắt nguồn từ vi khuẩn trên da của chính bệnh nhân, trở thành cơ hội sau phẫu thuật hoặc các thủ tục khác làm tổn hại hàng rào bảo vệ da. Mặc dù bệnh nhân có thể bị nhiễm trùng từ da của chính họ, nhiễm trùng vẫn được coi là từ bệnh viện vì nó phát triển trong môi trường chăm sóc sức khỏe.
Tại Hoa Kỳ, Trung tâm Kiểm soát và Phòng ngừa Dịch bệnh ước tính khoảng 1,7 triệu ca nhiễm trùng bệnh viện, từ tất cả các loại vi sinh vật, bao gồm cả vi khuẩn và nấm kết hợp, gây ra hoặc gây ra 99.000 ca tử vong mỗi năm. Ở châu Âu, nơi các cuộc điều tra tại bệnh viện đã được tiến hành, loại nhiễm trùng gram âm được ước tính chiếm 2/3 trong số 25.000 ca tử vong mỗi năm. Nhiễm trùng bệnh viện có thể gây viêm phổi nặng và nhiễm trùng đường tiết niệu, máu và các bộ phận khác của cơ thể. Nhiều loại nhiễm trùng có tính kháng thuốc kháng sinh, có thể làm phức tạp hóa việc điều trị.